# Jesper Garnell
Jesper Garnell (født 22. april 1958 i Dalum, Odense) er en tidligere bokser i vægtklassen letvægt fra Danmark, som repræsenterede landet under Sommer-OL 1980 i Moskva, Sovjetunionen. 
Han blev elimineret i anden runde mod Mongolske Galsandorj Batbileg på point (1-4) efter at have besejret Sylvain Rajefiarison (Madagaskar) i første runde. Garnell var en ud af de tre boksere som repræsenterede Danmark under Sommer-OL 1980, de andre var Ole Svendsen (weltervægt) og Michael Madsen (letsværvægt).